# Миезка агора
Миезката агора (на гръцки: Αγορά της Μίεζας) е централният площад на античния македонски град Миеза, разположен край град Негуш, Гърция.
Агората е разкрита непостредствено северно от Миезкия театър. На площада са разкрити големи обществени сгради.
В 2012 година Миезката агора е обявена за паметник на културата.